# Schloss Salles (Cantal)

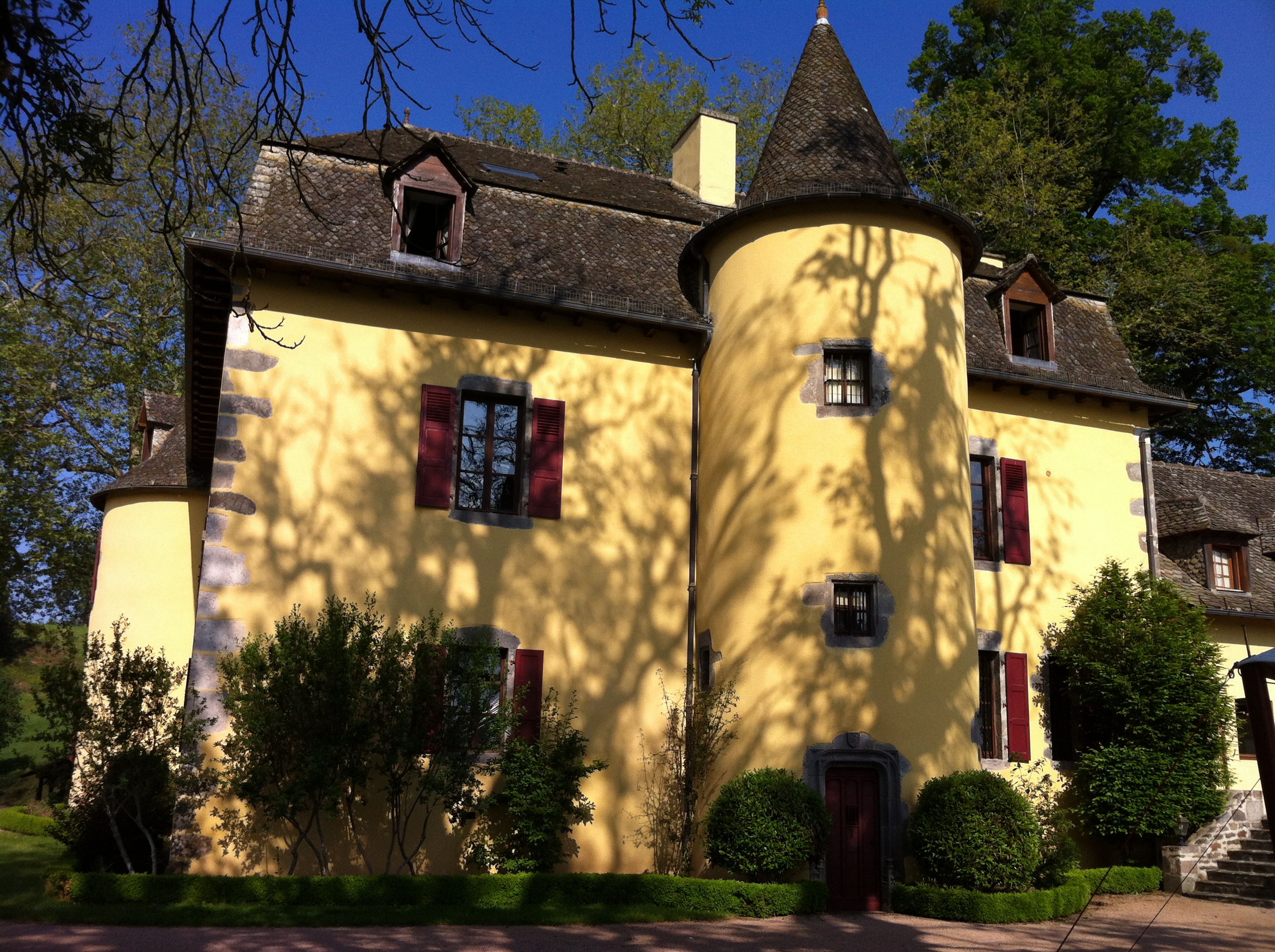
Gartenseite des Schlosses

Das Schloss Salles (französisch Château de Salles) steht in der französischen Gemeinde Vézac im auvergnatischen Département Cantal sieben Kilometer östlich von Aurillac. Sein Name stammt vom Adelsgeschlecht de Salles, welches das heutige Schloss im 16. Jahrhundert erbaute.
Das ursprüngliche Schloss, das Bonnet de Salles im 15. Jahrhundert errichtet hatte, wurde während der französischen Religionskriege im Jahr 1573 von einem Monsieur de Saint-Hérem zerstört. Danach wurde es in der heutigen Form von François de Salles, Herr über Vézac und l’Ouradou, einem Gefolgsmann von Charles de Valois, wieder aufgebaut. Zu Beginn des 17. Jahrhunderts fielen Schloss und Besitz an das Haus de Giou. Nach der Französischen Revolution wurden die Seigneurie Vézac und das Schloss Eigentum des Marquis de Miramont. Heute beherbergt das Gebäude ein Golfhotel. Sein acht Hektar großer Schlosspark ist als Jardin remarquable eingestuft und steht unter Denkmalschutz.